# フランキ賞
フランキ賞（Francqui Prize)はベルギーの科学分野に与えられる賞である。
50歳未満のベルギー人の科学者に与えられる。150,000ユーロの賞金と25,000ユーロの研究費が与えられる。3つの科学分野として精密科学、人文科学・社会科学、生命科学・薬学の各分野の科学者が毎年順番に受賞する。1933年から始められ、ベルギーでは権威のある賞である。財団の創設者 (Émile Francqui) の名を冠している。

## 受賞者の例
- 1933年： アンリ・ピレンヌ - 歴史学
- 1934年： ジョルジュ・ルメートル - 天体物理学
- 1948年： ポール・スウィングス - 天体物理学
- 1955年： イリヤ・プリゴジン - 化学（ノーベル化学賞受賞者）
- 1960年： クリスチャン・ド・デューブ - 生命科学・薬学（ノーベル生理学・医学賞受賞者）
- 1964年： ポール・ルドゥー - 天体物理学
- 1982年： フランソワ・アングレール - 理論物理学（ノーベル物理学賞受賞者）
- 2001年： フィリップ・ヴァン・パレース - 経済学
- 2015年： ステファーン・ヴァース - 数学・作用素環論